# Feha Gìbuss e il libro della profezia
Feha Gìbuss e il libro della profezia è un romanzo fantasy del 2005 dello scrittore italiano Ewn Garaban' (pseudonimo di Fabio Ghezzi), primo di una serie pianificata di nove romanzi che vedono come protagonista il giovane Feha Gìbuss.

## Storia editoriale
Il libro fu originariamente pubblicato col titolo di Feha Gìbuss e il girasole di Nostradamus nel luglio 2005 da NRed, una piccola casa editrice di Vicenza oggi scomparsa. Da quel momento il libro non fu più ristampato, ma venne distribuito tramite passaparola e tramite circuiti non convenzionali fra sempre crescenti lettori, fino a quando una copia ciclostilata capitò nelle mani di un collaboratore della casa editrice Mursia, che decise di ristamparlo, aggiornato e corretto, nell'aprile 2007.
Nel maggio 2009 è stato pubblicato il secondo romanzo dal titolo Cadde l'angelo.

## Trama
Feha Gìbuss è un ragazzino di 11 anni che vive in una modesta casa di ringhiera. Una mattina, rovistando in soffitta, ritrova nascosto sotto una trave del pavimento di legno, un misterioso libro; esso è serrato con un sigillo indistruttibile. Feha lo nasconde alla mamma, per paura che glielo sequestri, e va alla ricerca di indizi che possano aiutarlo a capire di che libro si tratti. Da lì scoprirà segreti conosciuti solo agli Angeli, ed insieme al suo amico inseparabile, il bassotto Sagace, condurrà avventure mozzafiato, per difendere gli uomini contro le armate delle Tenebre.

## Personaggi
- Feha Gìbuss, ragazzo di 11 anni piccolo e magro, poi Angelo Custode dell'ordine del Girasole, che ritrova il misterioso libro in soffitta.
- Nostradamus, potente mago sulle tracce del Libro.
- Sagace, cane bassotto, inseparabile amico di Feha Gìbuss.
- Deoradhan, il cavaliera straniero e oscuro.
- Aylin Kumjstel, compagna di Feha ad Orumvèis, decisa, energica, incontenibile e istintiva.
- Il Bibliotecario di Ozihb, bibliotecario dell'abbazia omonima.
- Il Vecchio Reggente, saggio e astuto rettore del Magistero Malako di Orumvèis.
- Yaghen, demone oscuro, comandante delle legioni di Evuah.
- Malaqoco, angelo simpatico e cordiale, cuoco di Orumvèis, nonché vincitore di numerosi concorsi culinari angelici.
- Morian, pasticciera di Londra.
- Hashim, compagni di Feha nella camera 727.
- Gabriele, Arcangelo.
- Raffaele, Arcangelo.
- Uriele, Arcangelo.

Decine di personaggi (in totale circa un centinaio) si offrono ad una doppia lettura; alcuni sono di fantasia e altri realmente esistiti.

## Edizioni
- Ewn Garabandal, Feha Gìbuss e il libro della profezia, collana Romanzi Mursia, Mursia, 2005,  p. 413, ISBN 978-88-425-3627-7.